# Anass Achahbar
Anass Achahbar (ur. 13 stycznia 1994 w Hadze) – holenderski piłkarz marokańskiego pochodzenia grający na pozycji napastnika.

## Kariera klubowa
Jest wychowankiem Feyenoordu. 28 sierpnia 2011 roku zadebiutował w pierwszym składzie Feyenoordu Rotterdam, gdy zastąpił Kelvina Leerdama w 81 minucie meczu z SC Heerenveen (2-2).
Pierwszego gola dla klubu trafił w meczu kwalifikacyjnym Ligi Europy ze Spartą Pragą w 93 minucie. Następnie grał w takich klubach jak: Arminia Bielefeld, PEC Zwolle, NEC Nijmegen i FC Dordrecht. W 2020 przeszedł do Sepsi Sfântu Gheorghe.

## Sukcesy
Holandia U-19
- Mistrzostwa Europy U-17: 2011